# Catherina Becker

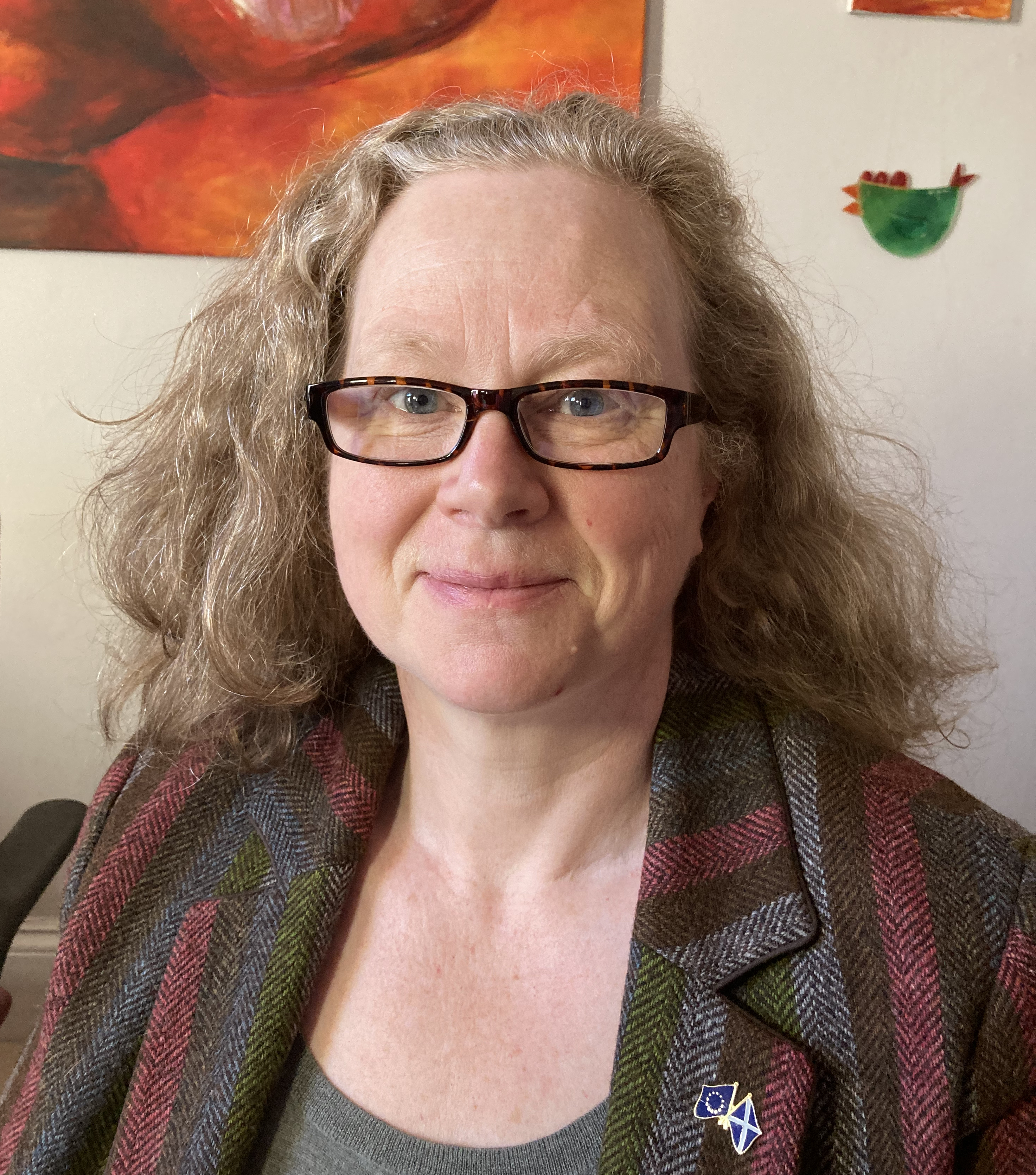
Catherina Becker, 2021

Catherina Gwynne Becker (* 30. Oktober 1964 als Catherina Gwynne Krüger in Marburg) ist eine Biologin. Sie hält den Lehrstuhl für Neurale Entwicklung und Regeneration sowie eine Alexander-von-Humboldt-Professur an der Technischen Universität Dresden, zuvor war sie Professorin für Neurale Entwicklung und Regeneration an der University of Edinburgh.

## Leben und Ausbildung
Catherina Becker bestand ihr Abitur am Kippenberg-Gymnasium in Bremen. An der Universität Bremen studierte sie Biologie auf Diplom und promovierte 1993 zum Dr. rer. nat. Sie untersuchte hierbei die Regeneration von Fröschen und Salamandern unter der Anleitung von Gerhard Roth. Sie spezialisierte sich sodann auf Zebrafische, die, wenn ihre Wirbelsäule durchtrennt wird, dennoch nach einiger Zeit wieder schwimmen können. Auf der Grundlage eines DFG Stipendiums setzte sie ihre Arbeit als Postdoc an dem Swiss Federal Institute of Technology in Zürich, dem Department of Developmental Cell Biolology (finanziert durch ein EMBO long-term fellowship) an der University of California, Irvine in den USA und am Centre for Molecular Neurobiology Hamburg (ZMNH) fort. Sie wurde 2000 in Hamburg Group Leader und habilitierte 2004 in Neurobiologie.

## Arbeit in Schottland
2005 wurde Becker als Senior Lecturer an die University of Edinburgh berufen und erhielt dort 2013 eine außerordentliche Professur für Neurale Entwicklung und Regeneration. Sie war zudem Direktorin für Postgraduate Training am Centre for Neuroregeneration bis 2015, Direktorin des Centre for Neuroregeneration von 2015 bis 2017 und stellvertretende Direktorin des Centre for Discovery Brain Sciences von 2017 bis 2021. 2021 wurde sie als W3-Professorin berufen und erhielt sie eine Alexander-von-Humboldt-Professur am Zentrum für Regenerative Therapien (CRTD) an der Technischen Universität Dresden. 2024 wurde sie zur Direktorin des dem CRTD übergeordneten Center for Molecular and Cellular Bioengineering (CMCB) gewählt.

## Forschung
Beckers Forschung befasst sich mit der Regeneration der Neuronen und den sich verändernden Bedingungen der Bahnen des zentralen Nervensystems. Sie verwendet hierzu vor allem das Zebrafischmodell, um die fundamentalen Mechanismen bei Wirbeltieren zu identifizieren. Diese Forschungen haben Bedeutung für Wirbelsäulenverletzungen und Degeneration. Auch wenn bei anderen Tieren diese Art von Regeneration stattfindet, so hat die Becker-Gruppe dieses Modell für Wirbelsäulenverletzungen und -regeneration als besonders vielversprechend angesehen. Sie fanden, dass die funktionale Regeneration annähernd perfekt verläuft, dass die anatomische Reparatur das vorherige Nervennetzwerk aber nur bedingt wiederherstellt, dass sich vielmehr neue Neuronen entwickeln und eine umfangreiche Neuverschaltung stattfindet. Die Arbeitsgruppe hat auch die Neurotransmitter identifiziert, die die regenerative Neurogenese in Gang setzt. In jüngster Zeit untersuchen sie die Auswirkungen der Ablation von Zellen und die fundamentalen Prinzipien der funktionalen Reparatur, der regenerativen Neurogenese und der Neuverschaltung des Rückenmarks. Dieses System ist skalierbar und erlaubt so schnelle genetische Screens, für die Reparatur der Wirbelsäule.
Catherina Becker ist Mitglied des Executive Board der European Zebrafish Society, EZB e.V. und im Advisory Board der International Society for Regenerative Biology ISRB.
Sie ist mit Thomas Becker verheiratet und hat zwei Kinder.

## Auszeichnungen
- 2014 Fellow Royal Society of Biology
- 2016 MRC LMS Suffrage Science Award (Life Sciences)[21]
- 2016 Eurolife Distinguished Lecture[22]
- 2021 Alexander-von-Humboldt Professorship[1]